# Camas Uig
Camas Uig är en vik i Storbritannien.   Den ligger i kommunen Yttre Hebriderna och riksdelen Skottland, i den nordvästra delen av landet, 800 km nordväst om huvudstaden London. Camas Uig ligger på ön Lewis with Harris.